# عطاران
عطاران (منسوب به عطار) یک نام خانوادگی است. افراد شاخص با این نام از این قرارند:
- علیرضا عطاران، نویسنده، منتقد ادبی و پژوهشگر اهل ایران
- رضا عطاران، بازیگر، کارگردان، فیلم‌نامه‌نویس، خواننده و تدوینگر ایرانی